# 국무회의
국무회의(國務會議)는 대한민국 정부의 권한에 속하는 중요정책을 심의하는 최고정책심의기관이다. 국무회의는 국정의 기본계획과 정부의 일반정책과 대외정책을 비롯하여 헌법 제89조 1~17호에서 열거·규정하고 있는 심의사항은 반드시 심의하여야만 대통령이 집행할 수 있는 헌법상의 심의기관인 점에서, 의원내각제 하의 의결기관인 각의(閣議)나 대통령제 하에서의 단순한 자문기관인 장관회의(長官會議)와는 구별되는 대한민국 특유의 헌법기관으로 의원내각제의 각의와 대통령제의 장관회의를 절충한 형태이다.
헌법상 국무회의의 심의를 요구하는 사항은 반드시 심의를 하여야 하나, 그 의결을 요하는 것은 아니다. 그러나 국무회의에서 심의 후 의결하는 것이 관례로 되어 있지만, 그 의결은 법적 구속력이 없어 대통령이 이에 구속되지 않는다. 이 점에서 대통령의 자문기관적 성격을 가지지만 미국의 장관회의와 같은 임의적·종속적 자문기관은 아니고 대통령과는 독립된 헌법기관이다. 국무회의의 법적 성격에 관하여는 의결기관설·자문기관설 등이 있지만 자문적 기능을 가진 심의기관으로 보는 것이 통설이다. 미국의 내각이 자문기관이고 의원내각제의 내각이 법적 구속력을 갖는 의결기관인 것과 다르다.

## 구성

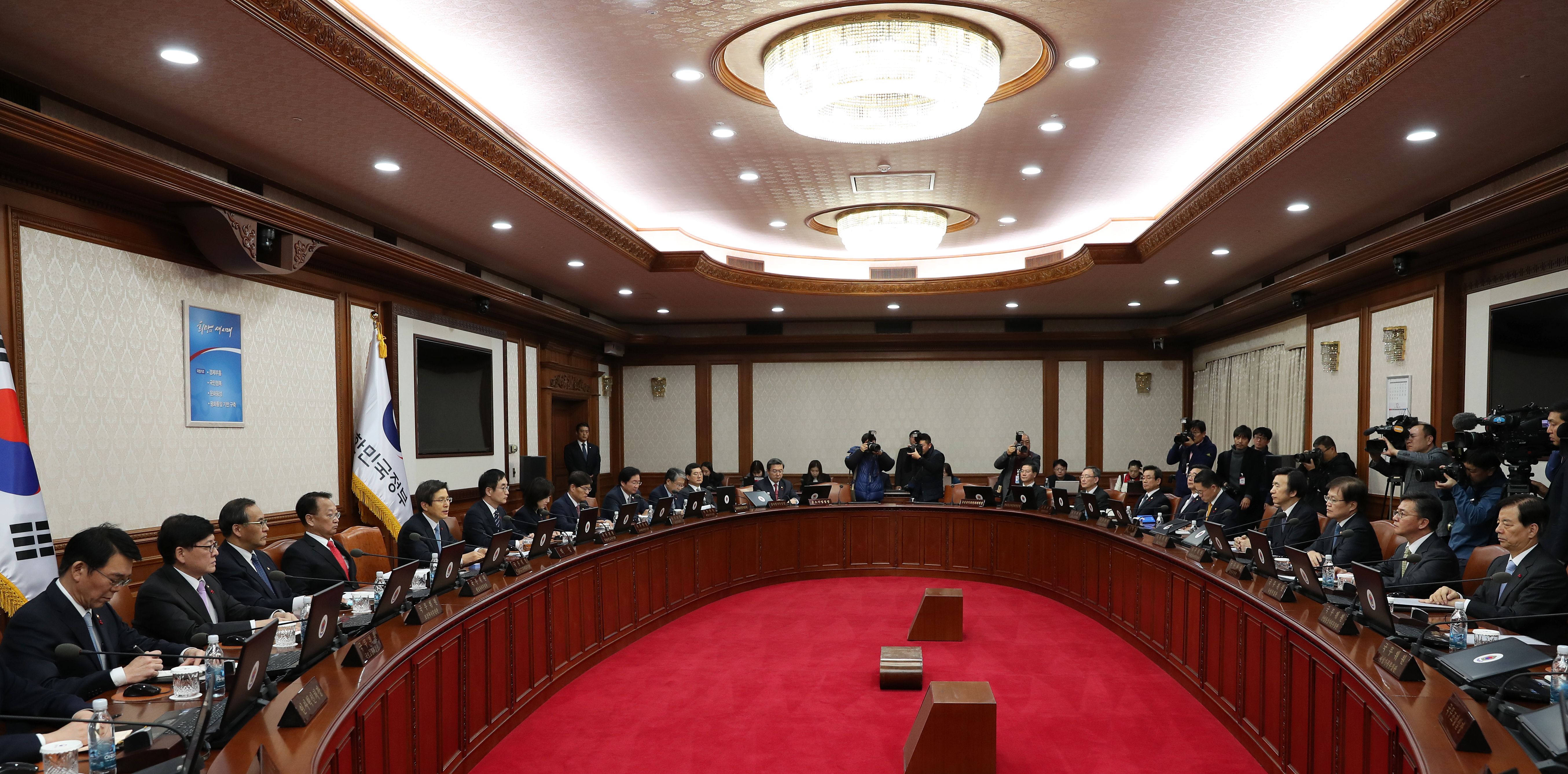
국무회의 (정부서울청사 국무회의장, 2016년 12월)

국무회의 의장은 대통령이, 부의장은 국무총리가 겸직하며, 의장이 사고로 직무를 수행할 수 없는 경우에는 부의장이, 부의장도 사고로 직무를 수행할 수 없는 때에는 기획재정부 장관이 직무를 대행한다. 대통령은 의장으로서 회의소집권과 회의주재권을 가지나, 국무총리와 국무위원도 의안을 제출하고 회의의 소집을 요구할 수 있다.

### 국무위원
국무위원은 정부의 최고정책심의기관인 국무회의의 구성원이며, 15인 이상 30인 이하로 구성된다. 국무위원은 국정에 관하여 대통령을 보좌하며, 국무회의의 구성원으로서 국정을 심의한다. 대한민국의 국무회의는 내각책임제의 의결기관인 국무회의(내각회의)와는 달라서 대통령의 권한에 속하는 정부의 중요정책을 심의하는 심의기관이기 때문에 국무위원은 의결권을 가지지 않고, 실제로 있어서 의결하는 경우가 있다 하더라도 대통령은 이에 구속되지 않는다.
국무위원은 국무회의의 소집을 요구하고, 국무회의에 의안을 제출하며, 국무회의에 출석·발언하고, 그 심의에 참가할 권한과 의무가 있다. 국무위원은 대부분 행정 각부의 장에 임명되므로 2가지 지위를 겸하고 있으나, 양 지위는 헌법상 구별되며 차이가 있다. 행정 각부의 장으로서의 지위에 있어서는 국무총리가 대통령의 명을 받아 행정에 관하여 행정 각부를 통할하기 때문에 그의 지휘·감독을 받는다. 국무총리는 국무위원의 해임을 대통령에게 건의할 수 있고, 국회는 국무총리 또는 국무위원의 해임을 대통령에게 건의할 수 있으며, 이 해임건의는 국회 재적의원 3분의 1 이상의 발의에 의하여 국회 재적의원 과반수의 찬성이 있어야 한다. 국무위원은 대통령 권한대행권과 대통령의 국법상 행위에 대한 부서권을 가지며, 국회에 출석하여 국정 처리상황을 보고하거나 의견을 진술하고 질문에 응답할 수 있다.
국무위원이 출석하지 못할 때에는 차관이 대리출석하여 발언하는 것은 가능하지만 이 때, 표결은 할 수 없다.

### 기타 참석자

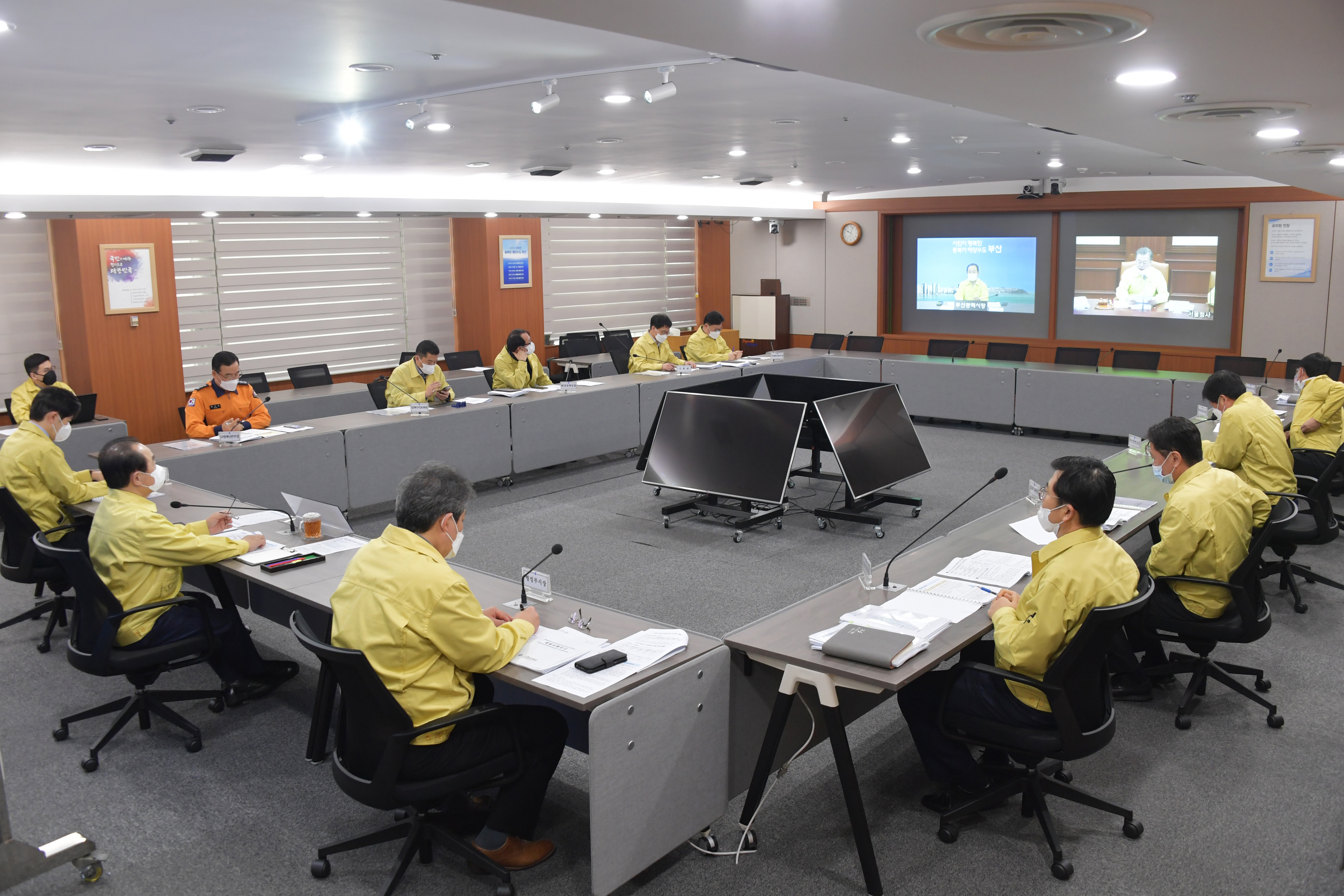
코로나19 확산 관련 제9회 국무회의(부산광역시청)

국무회의에는 국무위원 외에도 기타 법령에 따라 대통령비서실장, 국가안보실장, 대통령비서실 정책실장, 국무조정실장, 국가보훈처장, 인사혁신처장, 법제처장, 식품의약품안전처장, 공정거래위원장, 금융위원장, 과학기술혁신본부장, 통상교섭본부장 및 서울특별시장이 배석할 수 있다. 또한 방송통신위원장, 원자력안전위원장, 국가인권위원장, 법원행정처장 및 차장, 헌법재판소 사무처장은 국무회의에 출석하여 발언하는 것이 가능하다.
그 외 의장이 필요하다고 인정할 때에는 외청장이 소관 사무와 관련하여 발언하게 하거나 관계 전문가를 참석하게 하여 의견을 들을 수 있다.

### 간사
행정안전부 의정관은 국무위원 간사를 겸임하며, 국무회의록을 작성한다. 작성된 국무회의록은 대통령에게 보고하고, 국무총리·국무위원 및 기타 배석자에게 송부하여야 한다.

## 심의

### 시기
국무회의는 정례 국무회의와 임시 국무회의로 구분하되, 정례 국무회의는 매주 1회 소집하며, 임시 국무회의는 필요에 따라 그때그때 소집한다.

### 심의사항
헌법 제89조는 국무회의의 심의를 거쳐야 할 사항은 다음과 같이 규정하고 있다.
1. 국정의 기본계획과 정부의 일반정책
2. 선전·강화 기타 중요한 대외정책
3. 헌법개정안·국민투표안·조약안·법률안 및 대통령령안
4. 예산안·결산·국유재산처분의 기본계획·국가의 부담이 될 계약 기타 재정에 관한 중요사항
5. 대통령의 긴급명령·긴급재정경제처분 및 명령 또는 계엄과 그 해제
6. 군사에 관한 중요사항
7. 국회의 임시회 집회의 요구
8. 영전수여
9. 사면·감형과 복권
10. 행정각부간의 권한의 획정
11. 정부안의 권한의 위임 또는 배정에 관한 기본계획
12. 국정처리사황의 평가·분석
13. 행정각부의 중요한 정책의 수립과 조정
14. 정당해산의 제소
15. 정부에 제출 또는 회부된 정부의 정책에 관계되는 청원의 심사
16. 검찰총장·합동참모총장·각군참모총장·국립대학교총장·대사 기타 법률에 정한 공무원과 국영기업체관리자의 임명
17. 기타 대통령·국무총리 또는 국무위원이 제출한 사항

### 절차
대통령, 국무총리 또는 국무위원은 대한민국 헌법 제89조 및 법령에 규정된 국무회의의 심의사항을 의안으로 제출한다. 국무회의의 의안은 3일 전까지 행정안전부에 제출하여야 하며, 행정안전부 장관은 국무회의 2일 전까지 대통령, 국무총리, 국무위원 및 국무회의 규정 제8조에 따른 배석자들에게 의안을 배부해야 한다.(긴급의안은 제외)

### 정족수
국무회의는 정족수 1/3이상 출석으로 개의한다. 또한 동영상 및 음성이 동시에 송수신되는 장치가 갖추어진 서로 다른 장소에서 출석하여 진행하는 원격영상회의 방식이 인정된다.

## 현재
국무회의의 구성은 법령 '국무회의규정'에 근거한다. 대통령, 국무총리, 국무위원 이외에 제8조에 의거한 기타 배석자로 구성된다. 또한 의장이 필요하다고 인정하는 경우에는 중요 직위에 있는 공무원을 배석하게 하거나, 청의 장이나 관계 전문가를 참석하게 할 수 있다.
다음은 2025년 기준 이재명 정부 하의 국무회의 위원 및 배석자 명단이다.
| 직책                      | 성명   | 임기               |
| ------------------------- | ------ | ------------------ |
| 대통령 (의장)             | 이재명 | 2025년 6월 4일 ~   |
| 국무총리 (부의장)         | 김민석 | 2025년 7월 3일 ~   |
| 국무위원                  |        |                    |
| 부총리 겸 기획재정부 장관 | 구윤철 | 2025년 7월 18일 ~  |
| 부총리 겸 교육부 장관     | 이주호 | 2022년 11월 7일 ~  |
| 과학기술정보통신부 장관   | 배경훈 | 2025년 7월 16일 ~  |
| 외교부 장관               | 조현   | 2025년 7월 18일 ~  |
| 통일부 장관               | 정동영 | 2025년 7월 25일 ~  |
| 법무부 장관               | 정성호 | 2025년 7월 18일 ~  |
| 국방부 장관               | 안규백 | 2025년 7월 25일 ~  |
| 행정안전부 장관           | 윤호중 | 2025년 7월 19일 ~  |
| 국가보훈부 장관           | 권오을 | 2025년 7월 25일 ~  |
| 문화체육관광부 장관       | 최휘영 | 2025년 7월 31일 ~  |
| 농림축산식품부 장관       | 송미령 | 2023년 12월 29일 ~ |
| 산업통상자원부 장관       | 김정관 | 2025년 7월 18일 ~  |
| 보건복지부 장관           | 정은경 | 2025년 7월 21일 ~  |
| 환경부 장관               | 김성환 | 2025년 7월 21일 ~  |
| 고용노동부 장관           | 김영훈 | 2025년 7월 21일 ~  |
| 여성가족부 장관           | 공석   | ~                  |
| 국토교통부 장관           | 김윤덕 | 2025년 7월 31일 ~  |
| 해양수산부 장관           | 전재수 | 2025년 7월 23일 ~  |
| 중소벤처기업부 장관       | 한성숙 | 2025년 7월 23일 ~  |
| 기타 배석자               |        |                    |
| 대통령비서실장            | 강훈식 | 2025년 6월 4일 ~   |
| 국가안보실장              | 위성락 | 2025년 6월 5일 ~   |
| 대통령비서실 정책실장     | 김용범 | 2025년 6월 6일 ~   |
| 국무조정실장              | 윤창렬 | 2025년 6월 24일 ~  |
| 인사혁신처장              | 최동석 | 2025년 7월 20일 ~  |
| 법제처장                  | 조원철 | 2025년 7월 13일 ~  |
| 식품의약품안전처장        | 오유경 | 2022년 5월 27일 ~  |
| 공정거래위원회 위원장     | 한기정 | 2022년 9월 16일 ~  |
| 금융위원회 위원장         | 김병환 | 2024년 7월 31일 ~  |
| 과학기술혁신본부장        | 박인규 | 2025년 7월 13일 ~  |
| 통상교섭본부장            | 여한구 | 2025년 6월 11일 ~  |
| 서울특별시장              | 오세훈 | 2021년 4월 8일 ~   |

## 목록
- 대한민국 정부의 역대 국무위원

## 같이 보기
- 국무위원
- 차관회의
- 국무회의 의장
- 정부조직법

## 참고 문헌
- 이 문서에는 다음커뮤니케이션(현 카카오)에서 GFDL 또는 CC-SA 라이선스로 배포한 글로벌 세계대백과사전의 내용을 기초로 작성된 글이 포함되어 있습니다.